# Oberamt Ostrach
Das Oberamt Ostrach war ein Verwaltungsbezirk im Süden des heutigen deutschen Bundeslandes Baden-Württemberg. Es bestand unter wechselnden Herrschaften bis 1862, zuletzt ab 1850 als preußisches Oberamt in den Hohenzollernschen Landen.

## Geschichte
Anfang des 18. Jahrhunderts hatte die Zisterzienser-Reichsabtei Salem, seit dem späten Mittelalter dominierender Grundherr in und um Ostrach, dort auch die Landeshoheit erworben. Im Jahr 1803 teilte § 13 des Reichsdeputationshauptschlusses das zu Salmannsweiler gehörige Amt Ostrach im ganzen Umfange seiner gegenwärtigen Verwaltung dem Fürsten von Thurn und Taxis zu, der als Inhaber der Grafschaft Friedberg-Scheer bereits in der Region präsent war. Als die Herrschaft 1806 per Rheinbundakte zugunsten Hohenzollern-Sigmaringens mediatisiert wurde, behielt Thurn und Taxis als Standesherr gewisse Rechte, so die niedere Gerichtsbarkeit und das Jagdrecht. Fortan bestand das Oberamt Ostrach als Patrimonialamt unter hohenzollerischer Landeshoheit. Nach dem Übergang an Preußen 1850 wurde die standesherrliche Patrimonialgerichtsbarkeit 1852 abgeschafft. Im Zuge einer Vereinfachung der Verwaltung wurde das Oberamt Ostrach durch Erlass vom 28. März 1862 aufgehoben und ins Oberamt Sigmaringen eingegliedert.

## Zugehörige Orte

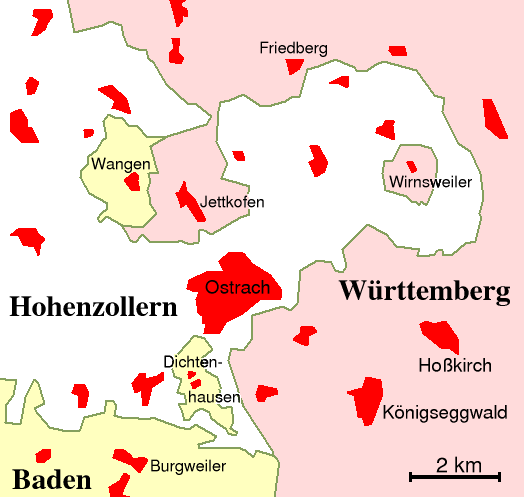
Grenzziehung zwischen Baden, Hohenzollern und Württemberg bei Ostrach

Neben dem Pfarrdorf und Marktflecken Ostrach gehörten zum Oberamt die Pfarrdörfer Einhart, Levertsweiler, Magenbuch und Tafertsweiler, die Dörfer und Weiler Bachhaupten, Eschendorf, Gunzenhausen, Lausheim und Spöck, der Hof Arnoldsberg sowie als Exklave ein Teil des Weilers Burgau. Zwei Orte fremder Herrschaften waren als Enklaven umschlossen: Dichtenhausen und Wirnsweiler, die ab 1806 zu Baden bzw. Württemberg gehörten.

## Amtsvorsteher
- 1809–1830: Felix Widmann
- 1830–1834: Willibald von Bannwarth
- 1835–1862: Friedrich Widmann